# アイティオピス
『アイティオピス』（ギリシア語: Αἰθιοπίς, Aithiopis, ラテン語: Aethiopis）は、古代ギリシアの叙事詩で、トロイア戦争を描いた叙事詩環の1つ。話の年代順にいうと『イーリアス』の直後の話になる。作者はミレトスのアルクティノスと言われる。全部で5巻から成り、ダクテュロス・ヘクサメトロス（長短短六歩格）で書かれている。しかし、わずかに断片が残っているだけである。

## 創作年代
『アイティオピス』は紀元前7世紀頃に作られたと言われるが、確かではない。古代の文献は紀元前8世紀としていたが、主要登場人物の1人であるペンテシレイアが芸術の中で表現された最古のものは紀元前600年頃で、それ以降に書かれた可能性もある。

## テキスト
『アイティオピス』のオリジナルのテキストはわずか5行が残っているだけである。内容については、プロクロスの『Chrestomathy』の書いた「叙事詩の環」の散文のあらすじに頼るしかない状況である。

## 内容
『イーリアス』のラストのヘクトールの葬儀の直後から話ははじまる。
アマゾーンの女戦士ペンテシレイアがトロイアの援軍として到着する。戦闘で束の間の勝利を得た後、ペンテシレイアはギリシア軍のアキレウスに殺される。
アキレウスがペンテレイシアに恋していたと言ったのを、同じギリシア軍兵士のテルシーテースが嘲笑う。アキレウスはテルシーテースを殺し、それで罪を浄める。
ヘーパイストスの作った鎧をつけたメムノーン（エーオースとティートーノスの子）が、エティオピア軍（このエティオピアは、現在のエチオピアとする説と、現在のイスラエル、ヨルダン、エジプトの一部を含み、ヤッファを都としたフェニキアの王国とする説がある）を率いてトロイアの加勢にやって来る。
戦いの中で、メムノーンがギリシア軍戦士アンティロコス（ネストールの子）を殺す。アンティロコスはアキレウスの大のお気に入りだったため、アキレウスはメムノーンを殺害。ゼウスはエーオースの頼みでメムノーンを不死にする。しかしアキレウスの怒りはおさまらず、トロイアの城門までトロイア軍を深追いする。そしてスカイアイ門で、アポローンの助けを得たパリスの放った矢によってアキレウスは死んでしまう。アキレウスの死体は大アイアースとオデュッセウスが回収する。
ギリシア軍はアンティコロスの葬式を行う。
アキレスの母親で海のニュンペー（ニンフ）のテティスが姉妹たち、ムーサイ（ミューズ）とやって来て、アキレスの死を嘆き悲しむ。
アキレウスを讃えて葬式の競技が催される。勝者には賞品としてアキレウスの武具が与えられるという。それをめぐって、大アイアースとオデュッセウスの間で確執が広がる。
話はそこまでで、『小イーリアス』に続く。

## 影響

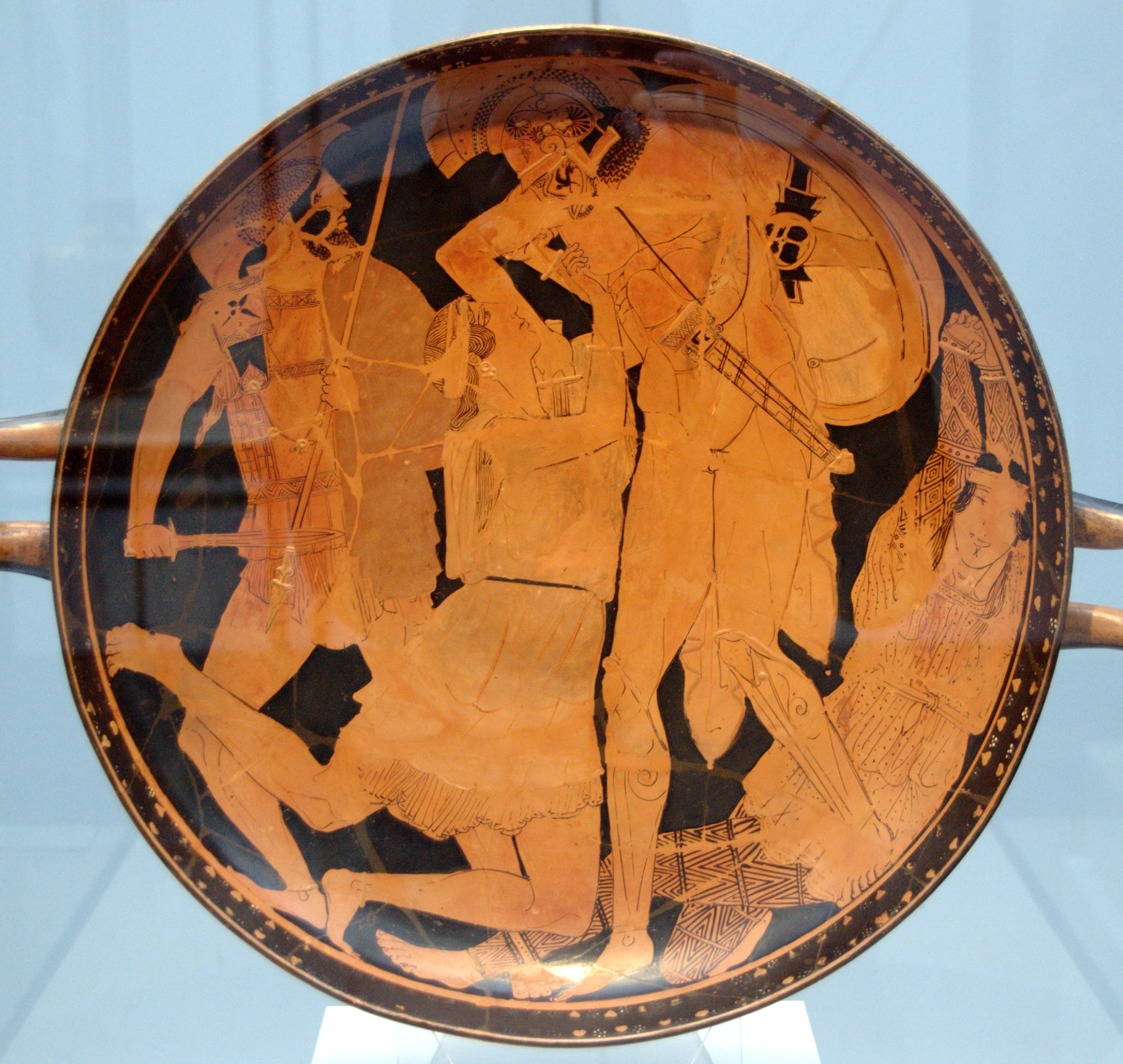
ペンテシレイアを殺すアキレウスを描いたアッティカの赤絵式杯（紀元前470年 - 紀元前460年頃）

古代ギリシアの陶器画家の間で『アイティオピス』の中で描かれた話は人気があった。とくに、ペンテシレイアの死、大アイアースがアキレウスの死体を捜す場面である。
十分な証拠がないにもかかわらず、現代の研究者はよく『アイティオピス』をホメーロスの『イーリアス』のことで引き合いに出す。とくに「新分析」の研究者たちは、『アイティオピス』のアキレウス：アンティコロス：メムノーンと『イーリアス』のアキレウス：パトロクロス・ヘクトールの類似性から、そのことを重要なパラダイムとして使っている。このような類似性が存在することの主張は「メムノーン理論（Memnon theory）」として知られている。